# Yersinella
Genre
Yersinella est un genre de sauterelles de la famille des Tettigoniidae.

## Distribution
Les espèces de ce genre se rencontrent en Europe. 

## Liste des espèces
Selon Orthoptera Species File (29 mars 2010) :
- Yersinella beybienkoi La Greca 1974 - Decticelle italienne
- Yersinella raymondii (Yersin 1860) - Decticelle frêle

## Référence
- (de) Ramme, 1933 : Beiträge zur Kenntnis der palaearktischen. Orthopterenfauna (Tettig. et Acrid.). II. Mitteilungen aus dem Zoologischen Museum in Berlin, vol. 18, p. 416–434.